# Joshua Oppenheimer
Joshua Lincoln Oppenheimer (Austin, 23 settembre 1974) è un regista, sceneggiatore e produttore cinematografico statunitense con cittadinanza britannica.

## Biografia
Ha lavorato per decenni a fianco delle milizie, delle squadre della morte e delle loro vittime per esplorare la relazione tra violenza politica e immaginazione pubblica. Educato ad Harvard e a Central Saint Martins, i suoi primi lavori includono i cortometraggi The Globalisation Tapes (2003, prodotto insieme a Christine Cynn), The Entire History of the Louisiana Purchase (1998), These Places We've Learned to Call Home (1996), e altri.
Il suo primo lungometraggio è The Act of Killing (2012), in cui esplora le conseguenze dell'eccidio commesso in Indonesia negli anni sessanta. Il film è stato presentato in anteprima in Italia nel corso della nona edizione di Biografilm Festival, durante la quale ha vinto il Premio della Giuria Internazionale Biografilm Festival 2013 «per essere un'avvincente, intrepida, terribile, esibizione del male e per la sua regia innovativa». Il film ha anche vinto un BAFTA, il premio ecumenico Panorama a Berlino, il CPH:DOX Award e molti altri ed è stato candidato agli Oscar per il Miglior Documentario 2013.
Il suo secondo lungometraggio, The Look of Silence, sempre incentrato sui massacri indonesiani, ha vinto il Gran premio della giuria alla 71ª Mostra internazionale d'arte cinematografica di Venezia ed è stato distribuito in Italia prima che nel resto del mondo, ricevendo pure una nomination agli Oscar 2016, senza però vincerlo.

## Vita privata
Vive attualmente a Copenaghen con il proprio compagno Shu, oltre ad essere socio della compagnia di produzione Final Cut for Real.

## Filmografia
- Hugh (1995)
- A Brief History of Paradise as Told by the Cockroaches (2003)
- L'atto di uccidere (The Act of Killing) (2012)[1]
- The Look of Silence (2014)
- The End (2024)